# Король Лир (фильм Джероламо Ло Савио, 1910)
«Король Лир» (итал. Re Lear, 1910) — немой итальянский короткометражный художественный фильм режиссёра Джероламо Ло Савио, экранизация одноимённой трагедии У. Шекспира.

## Сюжет
Фильм в нескольких эпизодах воспроизводит в виде пантомимы сокращённый сюжет трагедии «Король Лир». Далее следует поэпизодная роспись сюжета фильма.
Король Лир решает разделить королевство между своими тремя дочерьми. Гонерилья и Регана лживо уверяют его в своей любви и получают каждая по своей доле королевства. Младшая дочь Корделия отказывается лгать отцу и из-за этого изгнана им и отдана в жёны королю Франции. Кент, пытающийся заступиться за Корделию, также изгнан.
Гонерилья изгоняет Лира и его свиту, в том числе переодевшегося Кента, из своего замка. Лир проклинает её и решает ехать к Регане.
Кент, посланный к Регане, сталкивается у ворот с посланником Гонерильи и затевает ссору с ним. В результате он оказывается в колодках. Прибывший Лир оскорблён и требует от Реганы объяснений. Прибывает Гонерилья. Лир понимает, что от второй дочери ему тоже нечего ждать, и уходит вместе с шутом и Кентом.
В пустоши Лир сравнивает сердце Реганы с камнем. Шут и Кент пытаются утешить его. Однако Лир постепенно сходит с ума.
Французский король и Корделия узнают о несчастье, постигшем короля, и посылают за ним.
Посыльный застаёт Лира в помрачённом состоянии, впавшим в детство.
Лира доставляют в лагерь Корделии. Увидев дочь, он приходит в себя, узнаёт её и Кента.
Лир и Корделия захвачены солдатами Гонерильи. По её приказу Корделия убита. Французские войска и Кент освобождают Лира, который горюет над телом дочери.

## Факты
- Фильм входит в серию немых кинопостановок шекспировских пьес итальянской студии Film d’Arte Italiana, в которой были выпущены также «Отелло» (1909) и «Венецианский купец» (1910).
- Фильм выпущен в прокат «в цвете» — кадры были раскрашены вручную. Большая часть раскрашенного метража сохранилась и вошла в DVD издание подборки немых экранизаций Шекспира «Silent Shakespeare».
- Выделяется исполнение роли Лира актёром Эрмете Новелли, который блистательно сумел передать наиболее выразительные и памятные фрагменты шекспировского текста через пантомиму.